# James J. Nance
James John Nance (19 de febrero de 1900-21 de julio de 1984) fue un industrial estadounidense, presidente de la compañía fabricante de automóviles Studebaker-Packard Corporation entre 1954 y 1956. Posteriormente, fue director ejecutivo del Central National Bank de Cleveland, presidente del comité ejecutivo de Montgomery Ward y presidente del consejo de administración de la Universidad Estatal de Cleveland, así como un importante inversor inmobiliario.

## Primeros años
Nance nació en Portsmouth, Condado de Lawrence (Ohio), en 1900. Era hijo de George W. Nance y de Florence Nance, y se crio en la granja familiar. Después del servicio militar durante la Primera Guerra Mundial, se graduó en la Universidad Wesleyana de Ohio en 1923; y también asistió a la Universidad Estatal de Ohio, donde realizó cursos de posgrado.

## Carrera
Nance comenzó su carrera en la empresa NCR (por entonces dedicada a la fabricación de dispositivos electromecánicos) en 1924 y permaneció hasta 1927, cuando se unió a la división Frigidaire de General Motors. En 1940 dejó Frigidaire cuando fue nombrado vicepresidente de Zenith Radio Corporation de Chicago. En 1945 fue nombrado director ejecutivo de la marca Hotpoint de General Electric, y director ejecutivo de la empresa fabricante de automóviles Packard Motor Car Company en 1952.
Nance contribuyó a orquestar la adquisición de la Studebaker Corporation por parte de Packard en 1954, creándose ese mismo año la Studebaker-Packard Corporation. Si bien la fusión con Studebaker parecía ser la mejor solución para los intereses de ambas empresas, Studebaker no proporcionó a Packard toda la información sobre su precaria situación financiera, lo que acabó poniendo en peligro ambas marcas. Se convirtió en el máximo responsable de la nueva empresa, y emprendió una política comercial para convertir la antigua gama de vehículos Packard Clipper en una marca independiente, Clipper. También aceleró el desarrollo del primer motor V8 y de la transmisión automática Ultramatic, ambos de origen Packard.
Nance había mantenido con anterioridad conversaciones informales con George W. Mason de Nash-Kelvinator Corporation sobre una posible fusión que uniría a todos los fabricantes de automóviles independientes de EE. UU. en una sola entidad corporativa, pero nunca se establecieron conversaciones formales. Y cualquier esperanza de que se llegara a un acuerdo terminó con la muerte de Mason en octubre de 1954.
Nance dejó Studebaker Packard en 1956, cuando la compañía estaba al borde de la insolvencia, pero no antes de llegar a un acuerdo con el fabricante de aviones Curtiss-Wright que permitió sanear por un tiempo las cuentas de Studebaker-Packard.
Después de su mandato en Studebaker Packard, Nance fue nombrado vicepresidente de la División Mercury Edsel Lincoln de Ford, pero renunció bajo la presión de los principales ejecutivos de Ford en 1959, cuando el fracaso del modelo Ford Edsel amenazó los resultados de la empresa.
Dejó el negocio del automóvil después de su período en Ford y se convirtió en presidente y director ejecutivo del Central National Bank de Cleveland en 1960, siendo ascendido al cargo de presidente y director ejecutivo en 1962. Según Nance, dejó la industria del automóvil porque mientras estuvo allí aprendió que todo dependía del dinero y de quién lo controlaba.
Tras jubilarse en el Central National, estableció su propia firma de consultoría en Cleveland.

## Cargos en instituciones públicas
En 1964, Nance fue nombrado primer presidente del consejo de administración de la Universidad Estatal de Cleveland, cargo que ocupó hasta 1970. Cleveland State nombró su escuela de negocios en su honor (aunque en junio de 2011 se le cambió el nombre para honrar a otro presidente del consejo de administración, Monte Ahuja) y su biblioteca contiene los documentos personales de Nance  Archivado el 6 de enero de 2006 en Wayback Machine..
Además de su mandato en la junta de la universidad, Nance también desempeñó el cargo de fideicomisario vitalicio de la Universidad del Noroeste, fideicomisario de la Universidad Wesleyana de Ohio y fideicomisario de los Hospitales Universitarios de Cleveland, un organismo afiliado a la Universidad Case de la Reserva Occidental.

## Vida personal
Nance se casó con Laura Battelle en 1925; la pareja tuvo dos hijos. Tras su jubilación, Nance mantuvo su residencia principal en Chagrin Falls. Su esposa murió en Míchigan el 26 de octubre de 1977, a la edad de 78 años.